# Neolita
Neolita is een geslacht van vlinders van de familie uilen (Noctuidae), uit de onderfamilie Hadeninae.

## Soorten
- N. epicaste Schaus, 1914
- N. perstriata Hampson, 1910